# Укцин
«Укцин», др.-евр. עוקצין‬,  'uqtsin (вариант названия — עוקצים‬, «Окацим») — «стебли», «плодоножки» — трактат Мишны, последний в разделе «Техарот». Основной темой трактата является обсуждение условий восприимчивости растений и их частей к ритуальной нечистоте в качестве пищевых продуктов.

## Предмет рассмотрения
Трактат «Укцин» является заключительным трактатом всей Мишны. Это может быть объяснено общей схемой расположения трактатов по убыванию их величины. Маймонид, однако, даёт этому обстоятельству другое объяснение: «Этот трактат, — говорит он, — помещён последним потому, что о восприятии нечистоты посредством стеблей растений в Библии ничего не говорится; всё это относится к соферитским (то есть раввинским) установлениям».
Согласно Моисееву закону (Лев. 11:34—38), пищевые продукты, в том числе, значит, и вырванные из земли съедобные растения при увлажнении становятся восприимчивы к ритуальной нечистоте. Возникает, однако, вопрос, касающийся восприимчивости несъедобных частей растений, таких, как плодоножки, шелуха, косточки и т. д. Раввины разделяют их на три разряда:
- 1) «хранитель» (שומר‬) — то, что является необходимой принадлежностью растительной пищи, например, кожура винограда, скорлупа ореха. Они рассматриваются как неотъемлемые части съедобных растений. Это означает, что если осквернился «хранитель», осквернилась и съедобная часть, и наоборот. Кроме того, «хранитель» учитывается при определении размера съедобной части растения (размер имеет значение для определения того, способна ли ритуально нечистая пища передать свою нечистоту дальше).
- 2) «рукоять» (יד‬) — то, что служит для держания съедобной части, например, плодоножки у фруктов. Они, как и «хранители», составляют с фруктом одно целое при передаче нечистоты, но не учитываются при определении размера.
- 3) все прочие части растений, например, корни капусты, побеги моркови, — не воспринимают и не передают нечистоту и, тем более, не учитываются при определении размера.

Аналогичная классификация применима и к животной пище, например, скорлупа яйца — «хранитель», а торчащая из мяса кость — «рукоять».
Трактат отличается чрезвычайным богатством ботанической терминологии, определяющей различные виды растений и их части.

## Содержание
Трактат состоит из 3 глав и 28 параграфов. Как и многие другие трактаты, он завершается любопытными материалами агадического характера.
- Первая и вторая главы классифицируют части (корни, побеги, листья, косточки, плодоножки) различных растений относительно их принадлежности к «рукоятям» и «хранителям».
- Третья глава разбирает, в каких случаях всевозможные съедобные вещи воспринимают, либо не воспринимают ритуальную нечистоту. Это ставится в зависимость от ряда условий. Так, в большинстве случаев пища становится восприимчивой к нечистоте только после увлажнения (הכשר‬, об этом подробно говорится в трактате «Махширин»). Дикорастущие травы воспринимают нечистоту только если человек мысленно предназначил их себе в пищу. Приводятся споры раввинов относительно восприимчивости благовоний, незрелых плодов, рыбы, мёда и т. п.

Трактат, а с ним и вся Мишна, заканчивается изречением Симона бен-Халафты (s:ЕЭБЕ/Симон бен-Халафта): «Пресвятой, да будет благословенно имя Его, не нашёл лучшего для Израиля сосуда для благодати, чем мир; ибо сказано (Пс. 29:11): Господь даст силу своему народу, Господь благословит народ Свой миром».